# Dawid Frankfurter
Dawid Frankfurter (ur. 9 czerwca 1909 w Daruvarze, zm. 19 lipca 1982 w Tel Awiwie) – żydowski zamachowiec, który przed II wojną światową zabił w Davos niemieckiego narodowego socjalistę Wilhelma Gustloffa.

## Życiorys
Dawid Frankfurter, syn rabina Mosze Frankfurtera, urodził się na terenie Austro-Węgier (obecnie Chorwacja). Studiował medycynę w Wiedniu i Lipsku, a od 1933 roku w Bernie w Szwajcarii. Cierpiał na zakażenie szpiku kostnego, które uszkodziło jego system nerwowy; ponadto stan jego psychiki pogorszył zgon matki, z którą był związany.
W 1933 roku została powołana III Rzesza niemiecka, której oficjalną ideologią był rasizm. Dawid Frankfurter stał się znany z powodu przeprowadzenia zamachu na wysokiego działacza szwajcarskiego oddziału NSDAP Wilhelma Gustloffa, którego zastrzelił 4 lutego 1936 roku około 20:00 w hotelu w Davos, w akcie protestu przeciw demonstrowanemu przez Gustloffa antysemityzmowi i nazizmowi. Nie mogąc dokonać zamierzanego samobójstwa, oddał się następnie w ręce policji. Czyn Frankfurtera wywołał wściekłość niemieckich nazistów, natomiast Szwajcarzy odczuwali w stosunku do niego pewną sympatię, traktując go jako sympatycznego, zbłąkanego młodzieńca, swego rodzaju nowe wcielenie Wilhelma Tella i – ku oburzeniu Niemców – ukrócili działalność ruchu nazistowskiego na swoim terytorium. Sam zabójca w czasie procesu stwierdził, że jego celem nie był sam Gustloff jako osoba, a despotyczny reżim hitlerowski. Wśród Żydów zdania odnośnie mordu były podzielone. Część z nich sympatyzowała z zamachowcem, jednak wielu potępiło morderstwo jako sprzeczne z podstawowymi wartościami żydowskimi.
Frankfurter został skazany przez szwajcarski sąd w Chur na 18 lat więzienia. Po dziewięciu latach, 1 czerwca 1945 roku (po zakończeniu II wojny światowej w Europie) został ułaskawiony i zmuszony do wyjazdu ze Szwajcarii. Osiedlił się w Tel Awiwie, w ówczesnym Brytyjskim Terytorium Mandatowym Palestyny. Pracował w izraelskim Ministerstwie Obrony. W 1950 roku opublikował swoje pamiętniki.
W 1969 roku rząd kantonu Gryzonii cofnął zakaz przyjazdu nałożony na Dawida Frankfurtera. W tym samym roku nakręcony został film o Frankfurterze i Gustloffie pt. Dawid i Goliat.
Nabyty w Bernie rewolwer kal. 6,35 mm – pierwsza broń w życiu, którą posiadał Frankfurter – przechowywana jest obecnie w Muzeum Policji Szwajcarskiej.